# Slovenska krajina
Slovenska krajina ili Slovenska marka (njem. Windische Mark), pokrajina Svetog Rimskog Carstva u srednjem vijeku koja je odgovarala više ili manje modernoj Dolenjskoj (Donjoj Koruškoj) u Sloveniji. U srednjovjekovnom njemačkom jeziku pojam "windisch" bio je uobičajen za neke slavenske narode (usp. Vendi) uključujući Slovence.
Područje Slovenske krajine bilo je unutar Koruške marke u karolinškim vremenima, ali je od oko 960. nadalje odvojene od Koruške i integrirano u Savinjsku marku. Godine 976. pridodano je novo osnovanoj vojvodini Koruškoj.
Godine 1036. Slovenska je krajina odvojena od Koruške i ponovo pripojena Kranjskoj koja je otada ponekad nazivana "Kranjska i Slovenska marka". Godine 1077. Kranjska i Slovenska marka stavljene su pod upravu Akvilejske patrijaršije.

## Povezano
- Slovenske zemlje
- Povijest Slovenije
- Unutarnja Austrija
- Slovenska krajina (Ugarska)